# SN 1994U
SN 1994U – supernowa typu Ia odkryta 27 czerwca 1994 roku w galaktyce NGC 4948. W momencie odkrycia miała maksymalną jasność 14,00m.